# قلبی‌پروانگان
قلبی‌پروانگان یا کوزینا (نام علمی: Cossina) نام یک بخشه و زیربخشه از حشرات Ditrysian در راستهٔ هم پروانه‌ها و هم شب‌پره‌های دارای شبکه قلبی پشتی است.